# Qingnian Nongchang (bondby i Kina, Liaoning Sheng, lat 41,50, long 124,24)
Qingnian Nongchang är en bondby i Kina. Den ligger i provinsen Liaoning, i den nordöstra delen av landet, omkring 77 kilometer sydost om provinshuvudstaden Shenyang. Antalet invånare är 400. Befolkningen består av 200 kvinnor och 200 män. Barn under 15 år utgör 5,0 %, vuxna 15-64 år 83 %, och äldre över 65 år 11,0 %.
Runt Qingnian Nongchang är det ganska tätbefolkat, med 83 invånare per kvadratkilometer. Närmaste större samhälle är Qinghecheng, 4,9 km söder om Qingnian Nongchang. Omgivningarna runt Qingnian Nongchang är en mosaik av jordbruksmark och naturlig växtlighet.
Genomsnittlig årsnederbörd är 1 193 millimeter. Den regnigaste månaden är juli, med i genomsnitt 316 mm nederbörd, och den torraste är januari, med 11 mm nederbörd.